# Sebastian Jenull
Sebastian Jenull (Winklern, 21 gennaio 1777 – Vienna, 28 dicembre 1848) è stato un giurista austriaco.

## Biografia

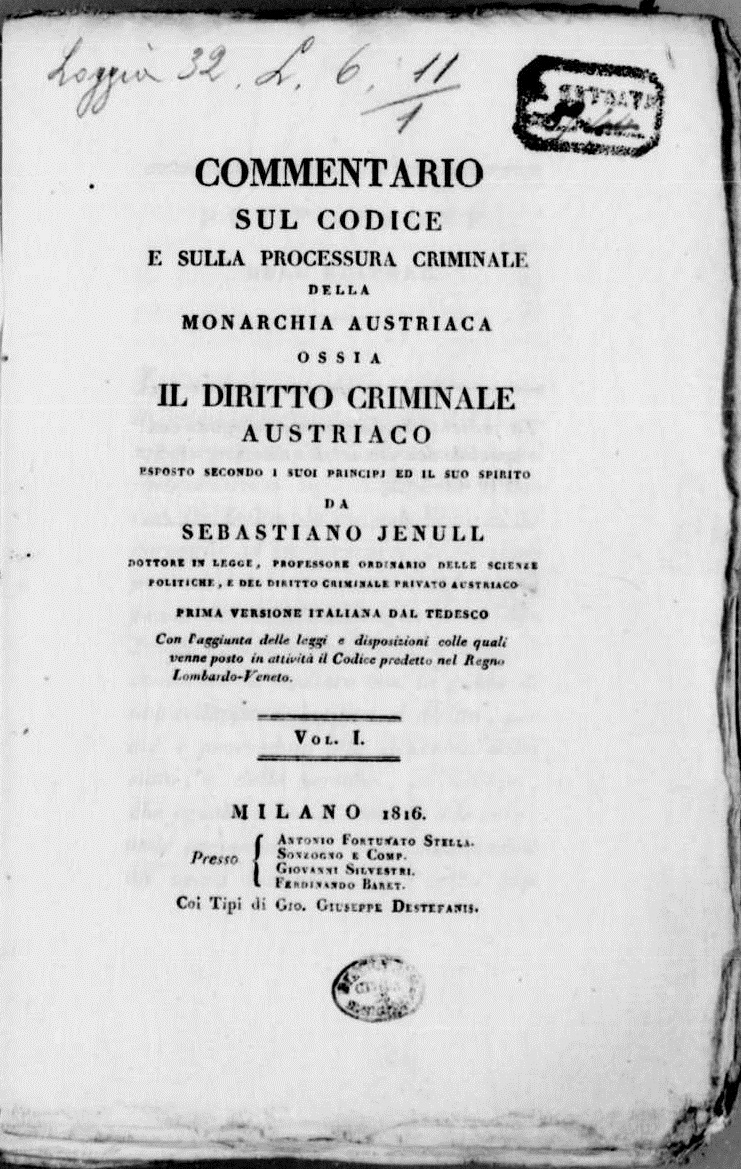
Commentario sul codice e sulla processura criminale della monarchia austriaca ossia Il diritto criminale austriaco esposto secondo i suoi principj ed il suo spirito (Österreichische Criminalrecht nach seinen Gründen und seinem Geiste dargestellt), 1816

Sebastian Jenull studiò dapprima teologia all'Università di Graz, ma presto passò alla facoltà di giurisprudenza per studiare legge. Nel 1802 ottenne il dottorato. Suo fratello era il noto avvocato e cofondatore della rivista Carinthia Johann Ritter von Jenull.
Fu nominato professore di scienze politiche a Graz il 22 marzo 1804. Dato che era appena entrato in vigore il nuovo codice penale austriaco, ebbe il compito di organizzare le necessarie revisioni del materiale didattico di diritto penale, per adattarlo e migliorarlo in base ai nuovi regolamenti giuridici. Dal 1804-05 fu rettore dell'Università di Graz. Dopo la riprogettazione dei corsi di giurisprudenza, divenne professore di diritto penale austriaco e di diritto naturale a Graz nel 1810.
Nel 1829, nel contesto dell'ulteriore riforma del diritto penale austriaco, fu nominato membro della Commissione di corte a Vienna. Nel 1830 fu nominato professore di diritto naturale, diritto internazionale e diritto penale all'Università di Vienna. Nel 1833 divenne anche consigliere del governo della Bassa Austria, e nel 1837 consigliere di corte. Si ritirò nel 1842. Nel 1848 tornò in servizio attivo, fu nuovamente nominato professore e divenne anche rettore dell'Università di Vienna. Tuttavia, non sentendosi in grado di svolgere al meglio il suo compito in quell'anno scosso dalle rivoluzioni, chiese e ottenne sei mesi di congedo nel maggio 1848, alla fine dei quali però decise di non rientrare. Il 16 dicembre 1848 si ritirò definitivamente a vita privata, morendo due settimane dopo, il 28 dicembre.

## Opere
- Commentario sul codice e sulla processura criminale della monarchia austriaca ossia Il diritto criminale austriaco esposto secondo i suoi principj ed il suo spirito [Österreichische Criminalrecht nach seinen Gründen und seinem Geiste dargestellt], vol. 1, Milano, Antonio Fortunato Sella, 1816.
- Commentario sul codice e sulla processura criminale della monarchia austriaca [Österreichische Criminalrecht nach seinen Gründen und seinem Geiste dargestellt], vol. 2, Milano, Antonio Fortunato Sella, 1816.
- Commentario sul codice e sulla processura criminale della monarchia austriaca [Österreichische Criminalrecht nach seinen Gründen und seinem Geiste dargestellt], vol. 3, Milano, Antonio Fortunato Sella, 1816.
- Commentario sul codice e sulla processura criminale della monarchia austriaca [Österreichische Criminalrecht nach seinen Gründen und seinem Geiste dargestellt], vol. 4, Milano, Antonio Fortunato Sella, 1816.